# Verwaltungsgemeinschaft Ballenstedt/Bode-Selke-Aue

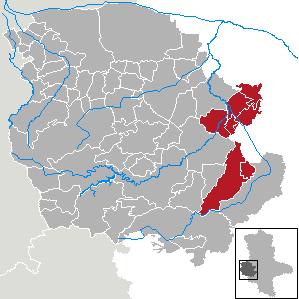
Lage der Verwaltungsgemeinschaft im Landkreis Harz

In der Verwaltungsgemeinschaft Ballenstedt/Bode-Selke-Aue des Landkreises Harz in Sachsen-Anhalt waren sieben Gemeinden zur Erledigung der Verwaltungsgeschäfte zusammengeschlossen. Auf einer Fläche von 142,12 km² lebten 12.980 Einwohner (Stand: 31. Dezember 2008). Letzter Verwaltungsleiter war Michael Knoppik.

## Mitgliedsgemeinden
Mitgliedsgemeinden waren
- Stadt Ballenstedt mit den Ortsteilen Asmusstedt, Badeborn und Opperode
- Ditfurt
- Hausneindorf
- Hedersleben
- Heteborn
- Radisleben und
- Wedderstedt.

## Geschichte
Die Verwaltungsgemeinschaft entstand am 1. Januar 2005 durch den Zusammenschluss der Verwaltungsgemeinschaft Ballenstedt mit der Verwaltungsgemeinschaft Bode-Selke-Aue.
Am 1. Januar 2010 erfolgte die Auflösung. Radisleben wurde nach Ballenstedt eingemeindet, das zur Einheitsgemeinde wurde. Die übrigen Gemeinden wurden Teil der Verbandsgemeinde Vorharz, wobei sich Hausneindorf und Wedderstedt zur Gemeinde Selke-Aue zusammenschlossen, der sich Heteborn anschloss.